# Ocyceros griseus
Ocyceros griseus este o specie de pasăre rinocer endemică în Gații de Vest și dealurile alăturate din sudul Indiei. Păsările au un cioc mare, dar nu au creastă, aspect care este proeminent la alte specii de păsări rinocer. Acestea pot fi întâlnite în principal în pădurile dense și în jurul plantațiilor de arbori de cauciuc, Areca catechu sau cafea. Se deplasează în perechi sau în grupuri mici, hrănindu-se cu smochine și alte fructe de pădure. Strigătele și râsetele lor zgomotoase le face foarte ușor de recunoscut de oamenii care trăiesc în regiune.

## Descriere

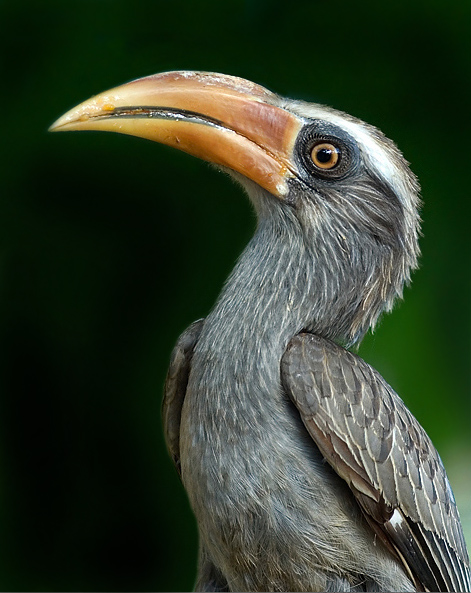
Un mascul adult

Ocyceros griseus este o pasăre mare, dar la 45–58 centimetri în lungime este totuși cea mai mică dintre păsările rinocer din Asia. Are o coadă de 23 de centimetri și cioc pal sau gălbui până la portocaliu. Masculii au un cioc roșiatic cu vârful galben, în timp ce femelele au ciocul galben simplu cu negru la baza mandibulei inferioare și o dungă neagră de-a lungul culmenului. Ele au și o supercilie lată albicioasă deasupra ochiului, care se întinde până la gât. Păsările zboară cu bătând puternic din aripi și planând și se sar pe ramurile exterioare ale copacilor mari fructiferi. Aripile sunt maro-gri, cu o pată carpiană albă și pene de zbor primare negre cu vârf alb. Ocyceros birostris, care este întâlnit în principal în câmpiile adiacente, este ușor de diferențiat prin creasta sa proeminentă, iar în zbor prin marginea posterioară albă a întregii aripi. Ocyceros griseus are spatele gri și abdomenul ușor maroniu. Coada lungă este negricioasă, cu vârful alb, iar părțile inferioare sunt gri cu dungi albe. Ciocul lung curbată nu are creastă. Păsările imature au partea superioară mai maronie și ciocul galben. Păsările tinere au irisul alb sau galben murdar.
Apelurile lor puternice sunt ușor de distins și includ sunete precum râsete isterice și scârțâituri.

## Răspândire
Specia este endemică în lanțul muntos Gații de Vest din India, aproximativ de la Nashik în nord până la dealurile cele mai sudice. Specia are o răspândire altitudinală de la aproximativ 50 m în apropierea coastei (de exemplu, Phansad Wildlife Sanctuary⁠(d), Maharashtra) până la aproximativ 1.500 m în munți. În Gații de Sud-Vest, păsările au fost observate în păduri veșnic verzi între 500 m și 900 m (sporadic la 1.100 m) altitudine în Rezervația de Tigri Kalakad-Mundanthurai, dar frecvent până la 1.200 m în Dealurile Anamalai de mai la nord. În ambele locuri, densitatea estimată a păsărilor scade o dată cu altitudinea, densitatea populației în fragmente de pădure tropicală în dealurile Anamalai fiind pozitiv corelată cu bogăția de specii de arbori alimentari. Specia se găsește în principal în habitatele forestiere dense. Habitatul forestier uscat mai subțire al câmpiilor este de obicei ocupat de Ocyceros birostris. Ocyceros gingalensis⁠(d) a fost considerată identică cu această specie în trecut, dar acum este considerată distinctă.

### Comportament și ecologie
Această pasăre rinocer poate fi întâlnintă în grupuri mici, în principal în habitate cu acoperire arboricolă bună. Fiind frugivore mari, ele sunt importante ca agenți de dispersare a semințelor pentru multe specii de pomi fructiferi. De asemenea, se hrănesc cu vertebrate mici, iar în captivitate consumă cu ușurință carne.

### Reproducere
Sezonul de reproducere este ianuarie-mai. Fiind ncapabile să-și excaveze propriile cuiburi, au nevoie copaci cu cavități mari în care să clocească și să crească puii. Un studiu în Dealurile Anaimalai a arătat că speciile preferau locurile de cuibărit care aveau copaci mari. Cuiburile se găseau de obicei în copaci mari cu goluri cauzate de putregai, acolo unde o ramură se rupsese. S-a observat că aproape 70 % din toate cuiburile din zona Mudumalai se aflau în arbori din speciile Lagerstroemia microcarpa⁠(d), Terminalia bellirica⁠(d) și Terminalia crenulata⁠(d). Specia este monogamă, iar aceleași locuri de cuibărit sunt folosite de fiecare pereche an de an. Femela se închide în interiorul cavității prin sigilarea intrării sale cu un ciment făcut din propriile excremente. Femela depune apoi trei sau uneori patru ouă albe și începe să năpârlească penele de zbor. Zidul de la intrarea în cuib păstrează o deschidere îngustă prin care femela aruncă excrementele și primește mâncare de la mascul. Masculul aduce toată mâncarea necesară pentru femelă și pentru pui. Dieta include boabe, insecte, rozătoare mici și reptile. Masculii bat în scoarța copacului pentru a semnala femelei că a sosit cu mâncare. Boabele sunt regurgitate una câte una și sunt deplasate spre vârful ciocului înainte de a fi transferate femelei.

## Galerie

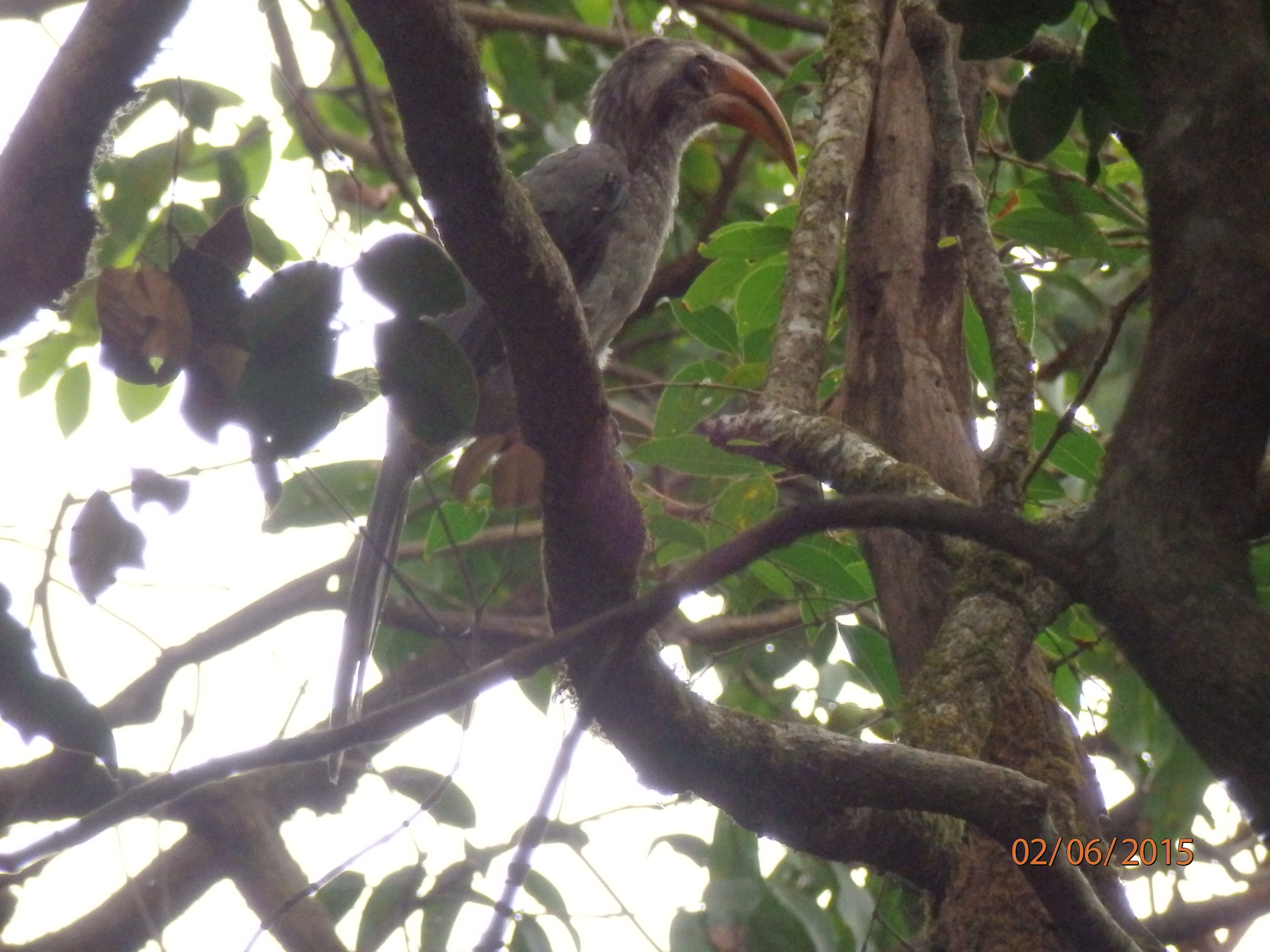
Amba, Maharashtra, India